# جائزة إيطاليا الكبرى للدراجات النارية 1999
جائزة إيطاليا الكبرى للدراجات النارية 1999 هو سباق دراجات نارية أقيم بتاريخ 6 يونيو 1999 في حلبة موجيلو. كان الجولة الخامسة من أصل 16 في سباق الجائزة الكبرى للدراجات النارية موسم 1999. فاز الإسباني أليكس كريفيل بفئة 500 سي سي وجاء ثانيا الإيطالي ماكس بياجي.

## وصلات خارجية
- الموقع الرسمي